# Llac Kawaguchi
El llac Kawaguchi (河口湖) es troba al nord del mont Fuji a l'illa japonesa de Honshu. Situat a la prefectura de Yamanashi, que és la més coneguda i més al nord de Fujigoko. Forma part del Parc Nacional Fuji-Hakone-Izu.
Es troba a una altitud aproximada de 800 metres, el que explica els estius frescos i hiverns relativament freda sovint.